# Grand Prix Španělska 1968
Grand Prix Španělska 1968 (oficiálně XIV Gran Premio de Espana) se jela na okruhu Circuito del Jarama v Madridu ve Španělsku dne 12. května 1968. Závod byl druhým v pořadí v sezóně 1968 šampionátu Formule 1.

## Kvalifikace
| Poř. | No. | Jezdec               | Konstruktér   | Čas    | Ztráta |
| ---- | --- | -------------------- | ------------- | ------ | ------ |
| 1    | 19  | Chris Amon           | Ferrari       | 1:27.9 | —      |
| 2    | 9   | Pedro Rodríguez      | BRM           | 1:28.1 | +0.2   |
| 3    | 1   | Denny Hulme          | McLaren-Ford  | 1:28.3 | +0.4   |
| 4    | 2   | Bruce McLaren        | McLaren-Ford  | 1:28.3 | +0.4   |
| 5    | 6   | Jean-Pierre Beltoise | Matra-Ford    | 1:28.3 | +0.4   |
| 6    | 10  | Graham Hill          | Lotus-Ford    | 1:28.4 | +0.5   |
| 7    | 7   | John Surtees         | Honda         | 1:28.8 | +0.9   |
| 8    | 21  | Jacky Ickx           | Ferrari       | 1:29.6 | +1.7   |
| 9    | 4   | Jochen Rindt         | Brabham-Repco | 1:29.7 | +1.8   |
| 10   | 16  | Jo Siffert           | Lotus-Ford    | 1:29.7 | +1.8   |
| 11   | 5   | Piers Courage        | BRM           | 1:29.9 | +2.0   |
| 12   | 15  | Ludovico Scarfiotti  | Cooper-BRM    | 1:30.8 | +2.9   |
| 13   | 14  | Brian Redman         | Cooper-BRM    | 1:31.0 | +3.1   |
| 14   | 3   | Jack Brabham         | Brabham-Repco | 1:44.2 | +16.3  |

## Závod
| Poř.   | No. | Jezdec               | Konstruktér   | Počet kol | Čas/Odstoupení    | Pořadí na startu | Body |
| ------ | --- | -------------------- | ------------- | --------- | ----------------- | ---------------- | ---- |
| 1      | 10  | Graham Hill          | Lotus-Ford    | 90        | 2:15:20.1         | 6                | 9    |
| 2      | 1   | Denny Hulme          | McLaren-Ford  | 90        | + 15.9            | 3                | 6    |
| 3      | 14  | Brian Redman         | Cooper-BRM    | 89        | + 1 kolo          | 13               | 4    |
| 4      | 15  | Ludovico Scarfiotti  | Cooper-BRM    | 89        | + 1 kolo          | 12               | 3    |
| 5      | 6   | Jean-Pierre Beltoise | Matra-Ford    | 81        | + 9 kol           | 5                | 2    |
| Ret    | 2   | Bruce McLaren        | McLaren-Ford  | 77        | Únik oleje        | 4                |      |
| Ret    | 7   | John Surtees         | Honda         | 74        | Převodovka        | 7                |      |
| Ret    | 16  | Jo Siffert           | Lotus-Ford    | 62        | Převodovka        | 10               |      |
| Ret    | 19  | Chris Amon           | Ferrari       | 57        | Palivové čerpadlo | 1                |      |
| Ret    | 5   | Piers Courage        | BRM           | 52        | Palivové čerpadlo | 11               |      |
| Ret    | 9   | Pedro Rodríguez      | BRM           | 27        | Nehoda            | 2                |      |
| Ret    | 21  | Jacky Ickx           | Ferrari       | 13        | Zapalování        | 8                |      |
| Ret    | 4   | Jochen Rindt         | Brabham-Repco | 10        | Tlak oleje        | 9                |      |
| DNS    | 3   | Jack Brabham         | Brabham-Repco |           | Motor             |                  |      |
| Zdroj: |     |                      |               |           |                   |                  |      |

## Průběžné pořadí po závodě
Pohár jezdců
|        | Pořadí | Jezdec       | Body |
| ------ | ------ | ------------ | ---- |
| 1      | 1      | Graham Hill  | 15   |
| 1      | 2      | Jim Clark    | 9    |
| 2      | 3      | Denny Hulme  | 8    |
| 1      | 4      | Jochen Rindt | 4    |
| 6      | 5      | Brian Redman | 4    |
| Zdroj: |        |              |      |

Pohár konstruktérů
|        | Pořadí | Konstruktér   | Body |
| ------ | ------ | ------------- | ---- |
|        | 1      | Lotus-Ford    | 18   |
| 12     | 2      | McLaren-Ford  | 6    |
| 1      | 3      | Brabham-Repco | 4    |
| 5      | 4      | Cooper-BRM    | 4    |
| 2      | 5      | Ferrari       | 3    |
| Zdroj: |        |               |      |